# Course en ligne féminine de cyclisme sur route aux Jeux olympiques d'été de 1984
Navigation
Séoul 1988
La course en ligne féminine de cyclisme sur route, épreuve de cyclisme des Jeux olympiques d'été de 1984, a lieu le 29 juillet 1984 à Los Angeles aux États-Unis. C'est la première fois qu'une course sur route ouverte aux femmes est disputée aux Jeux olympiques. La course s'est déroulée sur 79,2 km.
L'Américaine Connie Carpenter s'est imposé après 2 h 11 min 14 s de course, à une vitesse moyenne de 36,21 km/h. Elle devance Rebecca Twigg, également Américaine, et l'Allemande Sandra Schumacher. Sur 45 coureuses partantes, 44 sont classées et une a abandonné.

## Résultats
| Rang                                | Cycliste                 | Pays                 | Temps           |
| ----------------------------------- | ------------------------ | -------------------- | --------------- |
| Médaille d'or, Jeux olympiques      | Connie Carpenter         | États-Unis           | 2 h 11 min 14 s |
| Médaille d'argent, Jeux olympiques  | Rebecca Twigg            | États-Unis           | –               |
| Médaille de bronze, Jeux olympiques | Sandra Schumacher        | Allemagne de l'Ouest | –               |
| 4                                   | Unni Larsen              | Norvège              | –               |
| 5                                   | Maria Canins             | Italie               | –               |
| 6                                   | Jeannie Longo            | France               | + 1 min 21 s    |
| 7                                   | Helle Sørensen           | Danemark             | + 2 min 14 s    |
| 8                                   | Ute Enzenauer            | Allemagne de l'Ouest | –               |
| 9                                   | Luisa Seghezzi           | Italie               | –               |
| 10                                  | Janelle Parks            | États-Unis           | –               |
| 11                                  | Cécile Odin              | France               | –               |
| 12                                  | Ines Varenkamp           | Allemagne de l'Ouest | –               |
| 13                                  | Catherine Swinnerton     | Grande-Bretagne      | –               |
| 14                                  | Dominique Damiani        | France               | –               |
| 15                                  | Kristina Ranudd          | Suède                | –               |
| 16                                  | Tuulikki Jahre           | Suède                | –               |
| 17                                  | Linda Gornall            | Grande-Bretagne      | –               |
| 18                                  | Nina Søbye               | Norvège              | –               |
| 19                                  | Hege Stendahl            | Norvège              | –               |
| 20                                  | Marielle Guichard        | France               | –               |
| 21                                  | Inga Thompson            | États-Unis           | –               |
| 22                                  | Geneviève Brunet         | Canada               | + 2 min 48 s    |
| 23                                  | Roberta Bonanomi         | Italie               | + 3 min 59 s    |
| 24                                  | Marie-Claude Audet       | Canada               | + 9 min 2 s     |
| 25                                  | Marianne Berglund        | Suède                | –               |
| 26                                  | Johanna Hack             | Autriche             | + 9 min 28 s    |
| 27                                  | Karen Strong-Hearth      | Canada               | + 10 min 49 s   |
| 28                                  | Leontine van der Lienden | Pays-Bas             | –               |
| 29                                  | Maria Blower             | Grande-Bretagne      | –               |
| 30                                  | Muriel Sharp             | Grande-Bretagne      | –               |
| 31                                  | Suyan Lu                 | Chine                | + 13 min 5 s    |
| 32                                  | Kathlyn Ragg             | Fidji                | + 14 min 45 s   |
| 33                                  | Gabriele Altweck         | Allemagne de l'Ouest | + 18 min 12 s   |
| 34                                  | Emanuela Menuzzo         | Italie               | –               |
| 35                                  | Paula Westher            | Suède                | –               |
| 36                                  | Li Wang                  | Chine                | –               |
| 37                                  | Hennie Top               | Pays-Bas             | –               |
| 38                                  | Hilde Dobiasch           | Autriche             | –               |
| 39                                  | Thea van Rijnsoever      | Pays-Bas             | –               |
| 40                                  | Wakako Abe               | Japon                | + 28 min 58 s   |
| 41                                  | Yue Lu                   | Chine                | + 31 min 41 s   |
| 42                                  | Choi Eun-Suk             | Corée du Sud         | + 32 min 36 s   |
| 43                                  | Moon Sook                | Corée du Sud         | + 32 min 57 s   |
| 44                                  | Son Yak-Sun              | Corée du Sud         | + 37 min 22 s   |
| –                                   | Merilyn Phillips         | Îles Caïmans         | abandon         |